# 伊瑟爾特島
伊瑟爾特島（英語：Yseult Island），是南極洲的島嶼，位於阿黛利地，處於特里斯坦島以東1.1公里和朱爾斯角以北0.6公里，由美國海軍拍攝空中照片和法國探險隊繪入地圖，現時由南極條約體系管理。